# Utopist
Als Utopist wird der Vertreter einer Weltanschauung bezeichnet, dessen soziale und politische Gesellschaftskritik von Idealvorstellungen geleitet werden, die in den Augen seiner Kritiker als spekulativ und wirklichkeitsfremd gelten, statt sich pragmatisch an den mängelbehafteten Realitäten zu orientieren. 

## Beschreibung
Dem entgegen setzen Vertreter utopisch ausgerichteter, vor allem sozialistisch inspirierter Ideale oft den Che Guevara zugeschriebenen Satz: „Seid realistisch! Fordert das Unmögliche!“
Der Ausdruck Utopist wird in der Regel auf Vertreter pazifistischer, anarchistischer, sozialistischer aber auch religiöser Weltanschauungen angewandt.  Er leitet sich ursprünglich von den frühsozialistischen Autoren des utopischen Sozialismus ab, die sich wiederum auf die utopischen Ideen des Romans „Utopia“ von Thomas Morus berufen. 
Neueres Denken in Kategorien einer sozialutopischen Kritik findet sich bei Ernst Bloch und Herbert Marcuse.
Als Utopisten bezeichnet man überdies die Vertreter der utopischen Richtung in der Philosophie im Gefolge von Plato, vor allem in der Renaissance: Thomas Morus, Tommaso Campanella und Francis Bacon (siehe: Utopische Literatur).